# Agave inaguensis
Agave inaguensis ist eine Pflanzenart aus der Gattung der Agaven (Agave).

## Beschreibung

### Vegetative Merkmale
Agave inaguensis wächst reichlich sprossend und bildet zahlreiche Rosetten. Ihre in der Regel weiß-glauken, länglichen oder lanzettlichen, ziemlich abrupt zugespitzten und flachen Laubblätter sind gelegentlich der Länge nach gefaltet. Die Blattspreite ist 40 bis 100 Zentimeter lang und 6 bis 9 Zentimeter breit. Am Blattrand befinden sich 1 bis 2 Millimeter lange Randzähne, die 3 bis 9 Millimeter voneinander entfernt stehen. Die sehr schmal dreieckigen, zurückgebogenen Randzähne sind fast vollständig durch eine schmale schwärzliche Kante miteinander verbunden. Der dunkelbraune Enddorn ist 20 bis 30 Millimeter lang.

### Blütenstände und Blüten
Der „rispige“ Blütenstand erreicht eine Länge von 4 bis 5 Meter. Die Teilblütenstände befinden sich auf schlanken, auswärts gebogenen Ästen im oberen Viertel des Blütenstandes. Die etwa 50 Millimeter langen Blüten stehen an 5 bis 10 Millimeter langen Blütenstielen. Ihre Perigonblätter sind gelb, 15 bis 17 Millimeter lang und etwa 5 Millimeter breit. Die offene Blütenröhre weist eine Länge von etwa 5 Millimeter auf. Der fast spindelförmige Fruchtknoten ist 25 bis 30 Millimeter lang.

### Früchte
Die länglich ellipsoiden Früchte sind 3 bis 4 Zentimeter lang. Sie sind breit und kurz gestielt sowie geschnäbelt.

## Systematik und Verbreitung
Agave inaguensis ist auf der zu den Bahamas gehörenden Inseln Little Inagua und Caicos auf offenen, sandigen Ebenen und felsigen, zwergigen Küstenhainen verbreitet.
Die Erstbeschreibung durch William Trelease wurde 1913 veröffentlicht.

## Nachweise